# Gmina Korfantów
Die Gmina Korfantów ist eine Stadt- und Landgemeinde im Powiat Nyski der Woiwodschaft Opole (deutsch Oppeln) in Polen. Ihr Sitz ist die Stadt Korfantów (Friedland O.S.) mit etwa 1850 Einwohnern.

## Geographie
Die Gemeinde liegt im südwestlichen Teil Oberschlesiens, etwa 15 Kilometer von Opole entfernt. Die Gemeinde grenzt im Westen an die Kreisstadt Nysa (Neisse). Zu den Fließgewässern gehört die Ścinawa Niemodlińska (Steinau).

## Geschichte
Die Gemeinde kam 1950 zur Woiwodschaft Opole, die ihren Zuschnitt bis 1999 mehrfach geändert hat. Der Powiat Nyski wurde 1999 wieder eingerichtet. Im Jahr 1993 erhielt Korfantów wieder die Stadtrechte und die Gemeinde bekam ihren heutigen Status.

## Politik

### Bürgermeister
An der Spitze der Stadtverwaltung steht der Bürgermeister. Seit 2014 ist dies Janusz Wójcik vom Wahlkomitee „Forum Selbstverwaltung 2002“, der bei der turnusmäßigen Wahl im Oktober 2018 ohne Gegenkandidaten mit 92,8 % der Stimmen gewählt wurde. Auch 2024 hatte er keinen Gegenkandidaten und erreichte diesmal 90,4 % der Stimmen.

### Stadtrat
Der Stadtrat besteht aus 15 Mitgliedern und wird von der Bevölkerung in Einpersonenwahlkreisen gewählt. Die Stadtratswahl 2024 führte zu folgendem Ergebnis:
- Wahlkomitee „Forum Selbstverwaltung 2002“ 46,1 % der Stimmen, 11 Sitze
- Trzecia Droga (TD) 22,7 % der Stimmen, 1 Sitz
- Wahlkomitee Renata Łankowska 16,3 % der Stimmen, 1 Sitz
- Prawo i Sprawiedliwość (PiS) 6,7 % der Stimmen, kein Sitz
- Wahlkomitee Ursula Maślanka 6,5 % der Stimmen, kein Sitz
- Wahlkomitee Piotr Gacek 1,8 % der Stimmen, 1 Sitz
- Wahlkomitee Barbara Kamińska 0,0 % der Stimmen, 1 Sitz (*)

(*) = Das Wahlkomitee Barbara Kamińska kandidierte lediglich im Wahlkreis 6, in dem jedoch alle anderen Listen nicht antraten, womit Barbara Kamińska ohne Wahl gewählt wurde.
Die Stadtratswahl 2018 führte zu folgendem Ergebnis:
- Wahlkomitee „Forum Selbstverwaltung 2002“ 49,6 % der Stimmen, 9 Sitze
- Prawo i Sprawiedliwość (PiS) 22,4 % der Stimmen, 1 Sitz
- Wahlkomitee Piotr Gacek 8,3 % der Stimmen, 1 Sitz
- Polskie Stronnictwo Ludowe (PSL) 7,5 % der Stimmen, 3 Sitze
- Wahlkomitee „Powiat für die Menschen – Kordian Kolbiarz“ 6,2 % der Stimmen, kein Sitz
- Wahlkomitee Barbara Kamińska 6,0 % der Stimmen, 1 Sitz

### Partnerstädte und -gemeinden
Die Gemeinde ist seit den 1990er Jahren Partnerschaften mit Städten und Gemeinden eingegangen, die den deutschen Namen Friedland tragen:
- Friedland (Mecklenburg)
- Friedland (Niederlausitz)
- Friedland (Niedersachsen)
- Prawdinsk (Friedland in Ostpreußen), Russland
- Frýdlant v Čechách (Friedland im Isergebirge), Tschechien
- Frýdlant nad Ostravicí (Friedland an der Ostrawitz), Tschechien
- Mieroszów (Friedland in Niederschlesien), Polen.

## Gliederung
Die Stadt- und Landgemeinde Korfantów umfasst ein Gebiet von fast 180 km², auf dem etwa 9000 Einwohner leben. Dazu gehören folgende Orte:
- Korfantów (Friedland O.S.)
- Borek (Leopoldsdorf)
- Gryżów (Griesau)
- Jegielnica (Jäglitz)
- Kuropas (Korpiz, 1936–1945: Korndorf)
- Kużnica Ligocka (Ellguth-Hammer)
- Myszowice (Mauschwitz, 1936–1945: Mauschdorf)
- Niesiebędowice (Nüßdorf)
- Piechocice (Piechotzütz, 1936–1945: Bauerngrund)
- Pleśnica (Plieschnitz, Plieschratz, 1936–1945: Fuchsberg)
- Przechód (Psychod, 1936–1945: Waldfurt)
- Przydroże Małe (Klein Schnellendorf)
- Przydroże Wielkie (Groß Schnellendorf)
- Puszyna (Puschine, 1936–1945: Erlenburg)
- Rączka (Ranisch)
- Rynarcice (Rennersdorf)
- Rzymkowice (Ringwitz)
- Ścinawa Mała (Steinau O.S.)
- Ścinawa Nyska (Steinsdorf)
- Stara Jamka (bis 1918: Polnisch Jamke, dann Jamke, 1936–1945: Heinrichshof O.S.)
- Węża (Prockendorf)
- Wielkie Łąki (Hillersdorf)
- Włodary (Volkmannsdorf)
- Włostowa (Floste)

## Verkehr
Durch die Gemeinde verlaufen die Woiwodschaftsstraßen DW407 und DW405.

## Ehrenbürger
- 2023 Andrzej Buła (* 1965), Politiker